# Auf einen Blick
Auf einen Blick ist eine wöchentlich erscheinende Frauen- und Programmzeitschrift, die von der Bauer Media Group herausgegeben wird. Sitz der Redaktion ist Hamburg.

## Inhalt
Eine Besonderheit von Auf einen Blick ist die Verbindung von Fernseh- und Radioprogramm mit Themen einer Frauenillustrierten, weshalb sie den Untertitel Ihre Zeitschrift für Fernsehen und Freizeit hat.
Auf den wöchentlich 96 Seiten werden neben dem Fernsehprogramm auch die Themen Aktuelles, Schicksale, Wissen für den Alltag, Natur, Tiere, Antworten auf Leserfragen, Horoskop, Gesundheit, Reise, Haushalt, Geld und Recht behandelt. Rezepte, Leserbriefe und Rätsel ergänzen den redaktionellen Teil.

## Zielgruppe
68 Prozent der Leser sind Frauen. Der durchschnittliche Leser ist Anfang 60 und hat ein Haushaltsnettoeinkommen von 2.293 Euro.
| 1998    | 1999    | 2000    | 2001    | 2002    | 2003    | 2004    | 2005    | 2006    | 2007    | 2008    | 2009    | 2010    | 2011    | 2012    | 2013   | 2014   | 2015   | 2016   | 2017   | 2018   | 2019   | 2020   | 2021   | 2022   | 2023   | 2024   |
| ------- | ------- | ------- | ------- | ------- | ------- | ------- | ------- | ------- | ------- | ------- | ------- | ------- | ------- | ------- | ------ | ------ | ------ | ------ | ------ | ------ | ------ | ------ | ------ | ------ | ------ | ------ |
| 2210688 | 2058132 | 1981180 | 1881670 | 1772508 | 1692851 | 1624373 | 1564240 | 1506962 | 1434518 | 1358243 | 1261814 | 1191974 | 1106579 | 1040457 | 981258 | 921049 | 861058 | 806446 | 753006 | 702247 | 651687 | 613819 | 567751 | 524865 | 482016 | 436664 |